# District de Kimba
Le district de Kimba (District of Kimba) est une zone d'administration locale située dans le nord de la péninsule d'Eyre dans l'État d'Australie-Méridionale, en Australie. 
Son économie est axée sur l'agriculture avec la commune de Kimba qui sert de point central à la région. Un certain nombre de localités sont situées à proximité de la chaîne Gawler, ce qui attire un certain nombre de touristes, qui s'arrêtent aussi pour voir le grand Galah de Kimba, une statue géante du Cacatoès rosalbin. 

## Historique
Les éleveurs ont commencé à coloniser la région qui allait devenir le district au début des années 1900, sans trop d'autres moyens qu'une route et un approvisionnement en eau. En 1913, la voie de chemin de fer venant de Port Lincoln a été prolongée et est passée en un lieu nommé « Kimba », et deux ans plus tard, la ville de Kimba était officiellement créée. 
Avec l'arrivée de nouveaux colons dans la région, les institutions de base sont devenues de plus en plus nécessaires et le Comité de vigilance de Kimba a été créé pour faire pression sur le gouvernement. En 1924, le Conseil de Kimba a finalement été créé. 
Depuis 1924, le district s'est agrandi avec un certain nombre de domaines qui y ont été ajoutés au cours des années 1936-1937 puis en 1967.

## Localités
En dehors de Kimba, on trouve les localités de Barna, Buckleboo, Caralue, Cootra, Coorobinnie, Cortlinye, Cunyarie, Kelly, Kimba, Moseley, Panitya, Peela, Pinkawillinie, Solomon, Wilcherry et Yalanda.